# Whatcote
Whatcote est un village et une paroisse civile du Warwickshire, en Angleterre. Administrativement, il dépend du district de Stratford-on-Avon.

## Géographie
Whatcote est situé environ à 6,4 km au nord-est de Shipston-on-Stour dans la vallée de Red Horse.

## Démographie
La population au recensement de 2011 était de 143 habitants.

## Le Manoir
Le Domesday Book rapporte qu'en 1086 Hugues de Grandmesnil, l'un des commandants militaires de Guillaume le Conquérant, possédait le manoir de Whatcote. Dans la seconde moitié du XIVe siècle, Thomas Stafford, 3e comte de Stafford acquit le manoir. Il resta dans la famille Stafford jusqu'en 1520, date à laquelle Edward Stafford céda le manoir à Sir William Compton. Il resta la propriété de la famille Compton, marquis de Northampton, jusqu'au début du XIXe siècle, mais en 1826, il fut acquis par Sir Adolphus Dalrymple. En 1865, Sir Adolphus l'avait vendu à la famille Peach, qui à son tour le vendit à Thomas Parker.